# Pogost
En pogost (ryska: погост) var en typ av administrativ enhet i det historiska Ryssland. Pogosterna infördes av furstinnan Olga av Kiev på 900-talet och övertogs av republiken Novgorod, främst i republikens ytterområden. Pogosten var ursprungligen en gård där präster, tjänstemän och köpmän kunde bo under sina tjänsteärenden och exempelvis förvara skatten. Området kring gården blev skatteområdets samlingspunkt och så småningom också platsen för en kyrka och kyrkogård. Pogostindelningen avskaffades i huvudsak 1775. På Kolahalvön levde den dock kvar inom samernas områden och försvann först i början av 1900-talet.
Området mellan Kemfloden i norr och Sjamozero i södra ryska Karelen kallas på fornryska för de lapska pogosterna. Redan på 1500-talet trängde karelare undan samerna från detta område.